# Bahnfigur

Dressurviereck 20 × 40 m mit Mittellinie von A bis C und zwei Viertellinien

Bahnfiguren, auch Hufschlagfiguren genannt, sind festgelegte Lauflinien für Pferde in einer Reitbahn, die der Gymnastizierung des Pferdes und der Abstimmung der Kommunikation zwischen Reiter und Pferd dienen. Dies geschieht über die sogenannten Hilfen, v. a. Zügel-, Schenkel- und Gewichtshilfen. Da die meisten Hufschlagfiguren national und international vereinheitlicht sind, dienen sie auch als Kurzangaben bei der Beschreibung von Lauflinien, bei der Angabe von geforderten Aufgaben auf Reitturnieren oder beim Reitunterricht. Anhand der Bahnfiguren kann die Durchlässigkeit und auch die Längsbiegung überprüft und verbessert werden. Folgende Bahnfiguren sind in der klassischen Reitkunst gebräuchlich:

## Figuren

### Ganze Bahn

Ganze Bahn

Ganze Bahn ist die einfachste Hufschlagfigur. Es wird immer an der Bande entlang (am Hufschlag) geritten und somit die ganze Bahn umkreist.

### Halbe Bahn

Halbe Bahn

Bei der halben Bahn wird bei Bahnpunkt B oder E (siehe Dressurviereck), in der Mitte der langen Seite (des Bahnrechtecks), im rechten Winkel abgewendet und geradeaus auf die andere Seite geritten. Die „Hand“ wird dabei nicht gewechselt. (Linke Hand meint z. B., dass linksherum geritten wird, also links innen ist, rechte Hand analog.)

### Durch die ganze Bahn wechseln

Durch die ganze Bahn wechseln

Bei dieser Figur durchquert der Reiter die Reitbahn auf gerader Linie von einer Ecke, genauer: vom Wechselpunkt nach Durchreiten der Ecke, in die diagonal gegenüberliegende Ecke, genauer gesagt: zum Wechselpunkt vor der diagonal gegenüberliegenden Ecke.

### Durch die halbe Bahn wechseln

Durch die halbe Bahn wechseln

Diese Figur ähnelt der vorherigen, jedoch wird die gegenüberliegende lange Seite nicht am Wechselpunkt, sondern mittig erreicht und dort wieder auf den Hufschlag abgewendet.

### Durch die Länge der Bahn wechseln

Durch die Länge der Bahn wechseln

Hierbei wird die Bahn parallel zur langen Seite von der  Mitte der einen kurzen Seite zur Mitte der gegenüberliegenden kurzen Seite durchquert. Der Reiter wendet Mitte der kurzen Seite ab, reitet über den Mittelpunkt der Bahn und wendet an der gegenüberliegenden kurzen Seite wieder auf den Hufschlag (Reiten) ab.

### Durch die Länge der Bahn geritten

Durch die Länge der Bahn geritten

Mitte der kurzen Seite, bei Bahnpunkt A oder C wird auf die Mittellinie abgewendet und geradeaus auf die andere kurze Seite geritten. Dort wieder auf die gleiche Hand abgewendet also nicht die Hand gewechselt.

### Aus der Ecke kehrt/Aus der Mitte kehrt

Aus der Ecke kehrt quer

Auf der linken Hand bei Bahnpunkt K oder M, und auf der rechten Hand bei H oder F. In die Ecke wird eine (knappe) Dreiviertel-Volte  von 6–10 Meter Durchmesser geritten, danach mit geradegestelltem Pferd in schrägem Winkel zum Hufschlag zurück. Je nach Ausbildungsstand von Pferd und Reiter wird die Dreiviertel-Volte weiter oder enger geritten werden; dann endet die Figur entsprechend früher oder später zwischen Zirkelpunkt und Mitte der langen Seite – die gerade auslaufende Strecke endet im 30- bis 45-Grad-Winkel auf den Hufschlag.

### Aus der Ecke kehrt
Man reitet von E oder B vom Hufschlag weg, um vor der kurzen Seite eine Volte zu reiten und wieder auf der langen Seite anzukommen.

### Zirkel

Zirkel

Der Zirkel ist eine kreisförmige Bahnfigur. Der normale Zirkel von 20 m Durchmesser, bei einer Bahn von 20 × 40 m in jeder Bahnhälfte einer, berührt an drei Punkten den Hufschlag (Reiten), und zwar Mitte der kurzen Seite sowie an den sogenannten Zirkelpunkten, die an den langen Seiten der Bahn in der Entfernung aus den Ecken liegen wie die halbe kurze Seite lang ist. Der vierte Punkt liegt auf der Mittellinie, im Bahnmittelpunkt. Man spricht dabei von der offenen und der geschlossenen Zirkelseite; die offene ist der Halbkreis, der nicht die kurze Seite berührt, der geschlossene der diesem gegenüber liegende. Ebenfalls üblich ist der Mittelzirkel, bei dem der Hufschlag nur an den beiden Punkten Mitte der langen Seiten erreicht wird und das Zentrum im Mittelpunkt der Reitbahn liegt.
In der Schweiz wird der Ausdruck Zirkel nicht verwendet. Jeder auszuführende Kreis wird als Volte bezeichnet. Im Dressurprogramm wird der Punkt des Beginns und der Durchmesser angegeben.

### Aus dem Zirkel wechseln

Aus den Zirkel wechseln

Hierbei wird auf einem Zirkel geritten und Mitte der offenen Zirkelseite ein Handwechsel durchgeführt (beim Viereck 20 × 40 m also über dem Mittelpunkt der Bahn), um dann auf der anderen Hand ebenfalls einen Zirkel zu reiten. Es werden also zwei Zirkel durchritten, die sich nur an einem Punkt Mitte der Bahn berühren.

### Durch den Zirkel wechseln

Durch den Zirkel wechseln

Der Reiter befindet sich auf einem Zirkel. Er wendet am Zirkelpunkt von der offenen Zirkelseite in einer halben Volte ab, reitet über den Mittelpunkt des Zirkels auf die kurze Seite zu, wechselt über dem Mittelpunkt die Hand und reitet in einer weiteren halben Volte auf der neuen Hand auf den anderen Zirkelpunkt zu; der Reiter beschreibt so eine S-Linie innerhalb des Zirkels, die vom einen Zirkelpunkt über einen Voltenhalbkreis zum Mittelpunkt und über einen weiteren Voltenhalbkreis auf der neuen Hand zum anderen Zirkelpunkt führt.

### Schlangenlinien an der langen Seite, ein/zwei Bogen

Einfache Schlangenlinie

Bei der einfachen Schlangenlinie wendet der Reiter nach dem Durchreiten der Ecke auf die lange Seite zu ab dem Wechselpunkt nach innen ab und reitet einen Bogen in die Bahn hinein, erreicht man die Mitte der Seite einen Abstand von 5 m, kehrt danach im leichten Bogen vor der nächsten Ecke am Wechselpunkt wieder auf den Hufschlag zurück. Bei der doppelten Schlangenlinie werden ab einem Wechselpunkt zwei Bögen mit einem Maximalabstand von 2,5 m von der Bande geritten, dabei kehrt das Pferd nach dem ersten Bogen zur Mitte der langen Seite auf den Hufschlag zurück und wendet danach erneut nach innen ab, um vor der Ecke am Wechselpunkt wieder den Hufschlag zu erreichen. Schlangenlinien dienen der biegenden Gymnastizierung (durch jeweilige Umstellung) des Pferdes.

### Schlangenlinien durch die ganze Bahn, drei/vier/fünf/sechs/sieben Bogen

Dreifache Schlangenlinie

Bei dieser Figur wechselt das Pferd zwischen den langen Seiten hin und her. Die Figur beginnt an der kurzen Seite, der Reiter durchreitet die Ecke und wendet dann parallel zur kurzen Seite ab und reitet im rechten Winkel auf die gegenüberliegende Bande zu. Dabei wird beim Überreiten der Mittellinie ein Handwechsel ausgeführt. Hat er die andere Bande bzw. den gegenüberliegenden Hufschlag erreicht, reitet er einen Bogen und kehrt auf die gleiche Weise wieder zur Anfangsseite zurück. Es gibt Schlangenlinien mit drei, vier, fünf, sechs oder sieben Bögen (letztere im Viereck 20 × 60 m).

### Die Acht

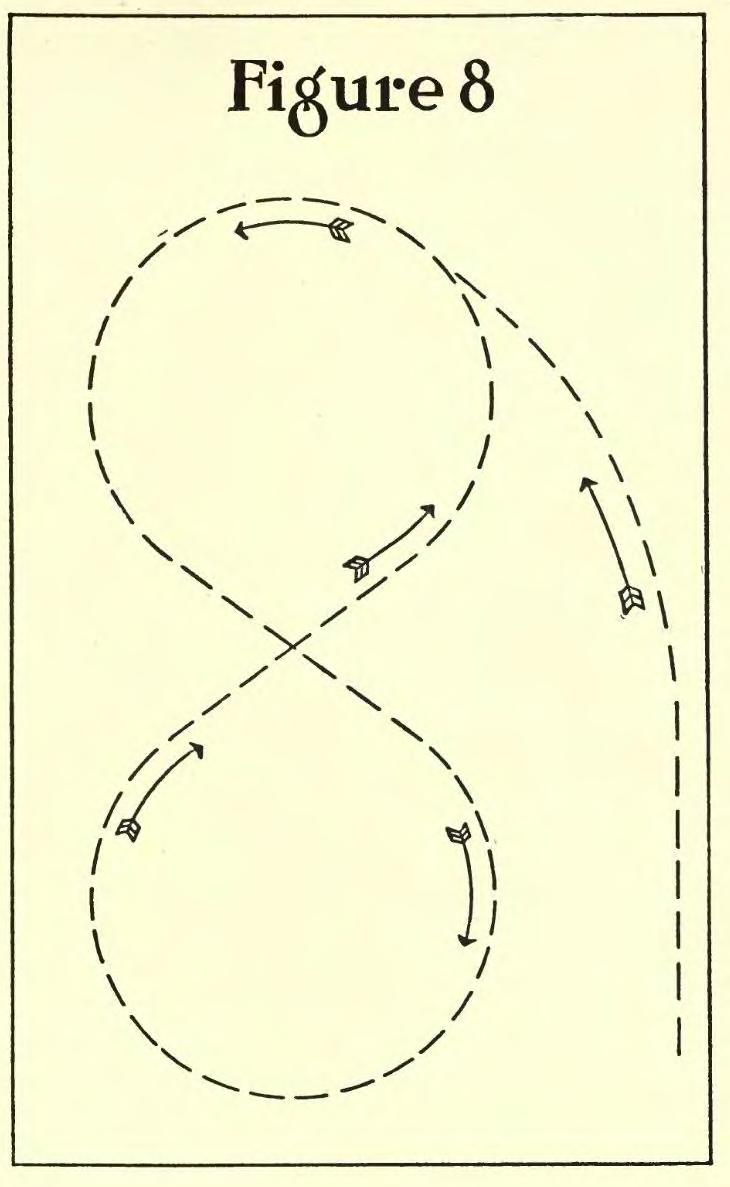
Gerittene Acht

Bei dieser Figur wird eine Acht geritten. Beginnt man Sie am Hufsschlag wird erst eine halbe Volte geritten, richtet das Pferd gerade und wechselt auf der Mittellinie die Hand und reitet eine ganze Volte auf dieser Hand. Auf der Mittellinie wird dann wieder das Pferd gerade gerichtet und ein Handwechsel geritten und die Acht mit einer weiteren halben Volte beendet.